# Hrvatski standardni jezik
Hrvatski standardni jezik standardni je, kodificirani oblik hrvatskoga jezika. Valja ga razlikovati od hrvatskoga književnog jezika.

## Karakteristike hrvatskog standardnog jezika
- kodificirana gramatika, povijesni pregled
- kodificiran pravopis

## Funkcionalni stilovi hrvatskoga standardnog jezika[1]
- književnoumjetnički
- administrativni
- znanstveni
- publicistički
- razgovorni stil